# Klaus Wünnemann
Klaus Wünnemann (* 1962 in Duisburg) ist ein deutscher Veterinär und der derzeitige Direktor des Heidelberger Zoos.

## Werdegang
Wünnemann wuchs in Mülheim an der Ruhr auf. Nach dem Studium der Tiermedizin bekam er durch seine Doktorarbeit ersten Kontakt zum Zoo: Er studierte das Verhalten von Raubtieren wie Malaienbär und Riesenotter und kam so zum  Tierpark Hagenbeck in Hamburg. Zwei Jahre leitete er die Säugetierabteilung des Magdeburger Zoos. Seit April 1998 leitet Wünnemann den 1934 gegründeten Heidelberger Zoo und begleitete Veränderungen, besonders bei der Elefantenhaltung.